# Bolscherbeek

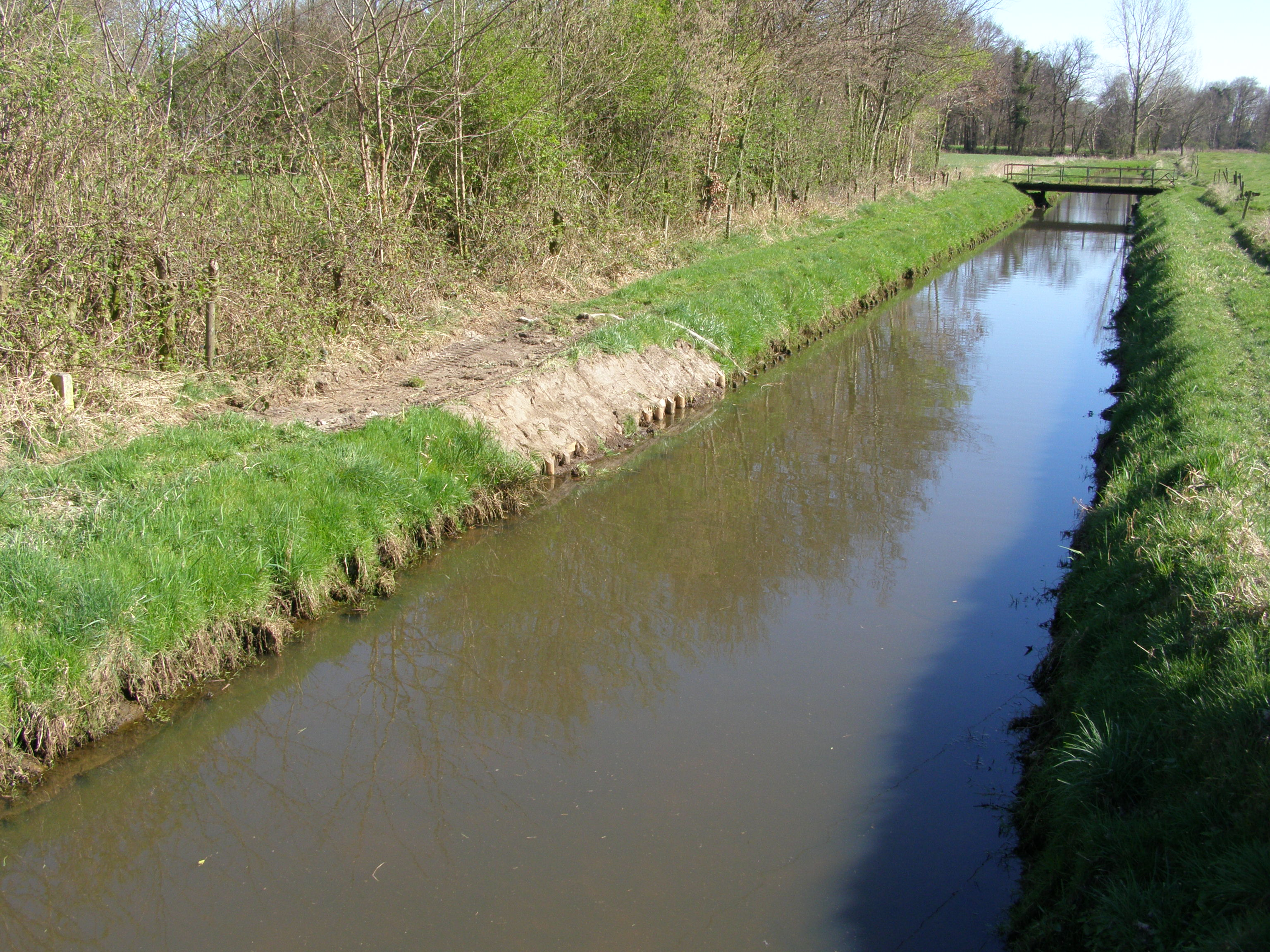
De Bolscherbeek nabij de Beltsweg ten oosten van Hengevelde

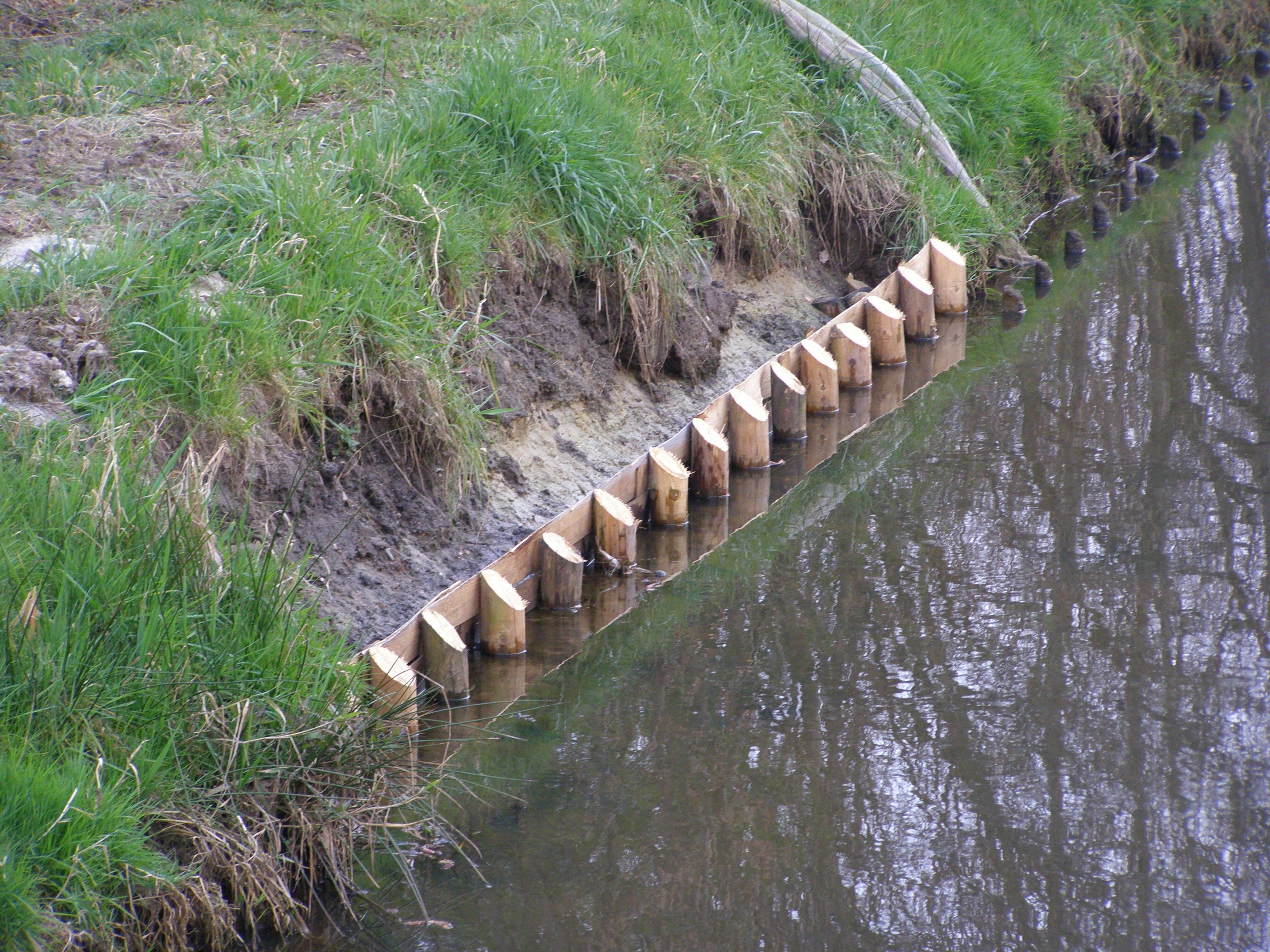
Nieuwe houten beschoeiing in de Bolscherbeek bij Hengevelde

De Bolscherbeek is een beek in de Nederlandse provincie Overijssel. De beek ontspringt ten oosten van Haaksbergen en stroomt in noordwestelijke richting langs Hengevelde om ten zuiden van Goor in het Twentekanaal uit te monden.
Voordat het Twentekanaal werd gegraven liep de beek nog enkele kilometers door om bij Goor in de Regge uit te komen.
Het hoogteverschil tussen het begin van de beek bij Haaksbergen en de uitmonding in het Twentekanaal bedraagt achttien meter over een afstand van ongeveer veertien kilometer.
Er zijn vermoedens dat het water van de Buurserbeek vroeger langs het huidige traject van de Bolscherbeek stroomde. Sinds het graven van de Schipbeek wordt dit water richting Deventer geleid.
Het stroomgebied van de Bolscherbeek is tegenwoordig 2450 ha groot, waarvan 400 ha stedelijk gebied en 2050 landelijk gebied. De maximale afvoer (herhalingstijd van een keer per honderd jaar) is berekend op 5,6 kubieke meter per seconde. Nabij de uitmonding in het Twentekanaal bedraagt de bodembreedte van de Bolscherbeek 2,80 meter.
De midden- en benedenloop van de Bolscherbeek zijn het hele jaar watervoerend omdat de beek mede gevoed wordt door de rioolwaterzuiveringen van Haaksbergen en Hengevelde.
Bij vegetatiekarteringen in 1996 zijn in het stroomgebied van de Bolscherbeek onder meer Dotterbloem en Wespenorchis aangetroffen. Wat betreft watergebonden vegetatie zijn onder andere haaksterrenkroos, holpijp, waterviolier, schedefonteinkruid en tenger fonteinkruid aangetroffen.